# Elsa Wallenberg
Elsa Wallenberg (nascuda Lilliehöök, Viby, Hallsberg, comtat d'Örebro, 26 de gener 1877 – Estocolm, 17 d'octubre de 1951) va ser una tennista sueca que va competir a començament del segle xx. El 1908 fou quarta en l'individual femení interior dels Jocs de Londres. Va perdre en semifinals contra la posterior campiona olímpica, Gwendoline Eastlake-Smith. En el partit per la medalla de bronze va perdre contra la seva compatriota Märtha Adlerstråhle.